# La Bohème (Leoncavallo)

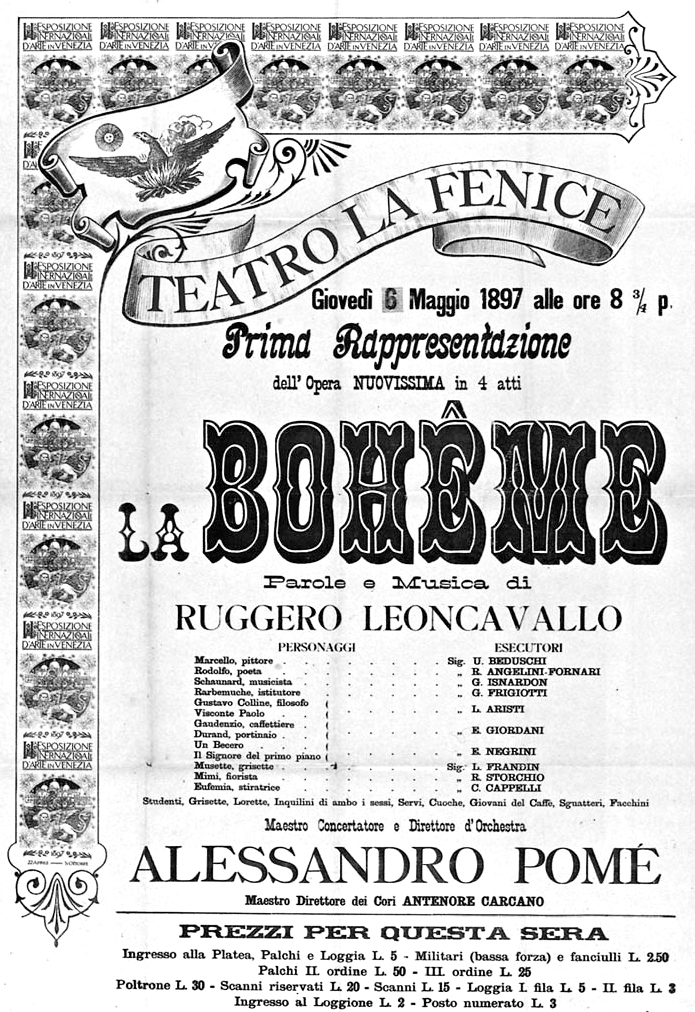

La Bohème là vở opera của nhà soạn nhạc người Ý Ruggiero Leoncavallo. Ông viết vở opera này dựa theo tiểu thuyết Những cảnh đời ở Bohème của Henri Murger. Tuy nhiên, ông sử dũng các tình tiết khác với vở opera cùng tên của Giacomo Puccini. Vở opera của Leoncavallo được trình diễn lần đầu tiên tại Venice vào năm 1897, sau đó là New York vào năm 1960, London vào năm 1970 và Wexford vào năm 1994.

## Âm thanh
| Khúc Io non ho che una povero stanzetta trong cảnh thứ hai, màn thứ nhất của vở opera La Bohème cả Leoncavallo, do Enrico Caruso thể hiện |  |
| |  |
| |  |